# Андреоли, Карло

Карло Андреоли (итал. Carlo Andreoli; 8 января 1840, Мирандола — 22 января 1908, Реджо-нель-Эмилия) — итальянский пианист, музыкальный педагог и композитор. Брат Гульельмо Андреоли-старшего и Гульельмо Андреоли-младшего.
Получил первые уроки игры на фортепиано и органе у своего отца Эванджелисты Андреоли (1810—1875), с восьмилетнего возраста помогал ему как церковный органист. Как и его брат Карло, он был мастером игры на фортепиано и давал частые концерты в Лондоне . В 1852 г. поступил в Миланскую консерваторию и окончил её через шесть лет по классу фортепиано Антонио Анджелери. С 1858 г. концертировал как солист и ансамблист, выступал, в частности, вместе с Альфредо Пиатти, Джованни Боттезини, Камилло Сивори, Йозефом Иоахимом. С 1871 года преподавал в Миланской консерватории (среди его учеников, в частности, Альфредо Каталани и Джузеппе Фругатта), в 1872 г. помогал своему учителю Анджелери в завершении работы над учебником фортепианной игры. Был одним из первых итальянских пропагандистов музыки Иоганна Себастьяна Баха, обращаясь к его сочинениям как в концертной, так и в педагогической деятельности; редактировал также итальянские издания произведений Бетховена, Муцио Клементи, Шопена. В 1877—1887 гг. при помощи брата Гульельмо Андреоли-младшего руководил в Милане Обществом народных симфонических концертов (итал. Societа dei Concerti Sinfonici Popolari), давшим в общей сложности 96 концертов. Автор фортепианных пьес, в том числе цикла «Времена года» (итал. Le stagioni; 1881), камерных и вокальных сочинений. В 1891 г. в результате психического заболевания прекратил творческую деятельность. Умер в приюте для душевнобольных.
В Миланской консерватории в 1910 году установлен бюст Андреоли. Имя братьев Андреоли носит музыкальная школа в их родном городе Мирандоле.